# Acta Academiae Theodoro-Palatinae

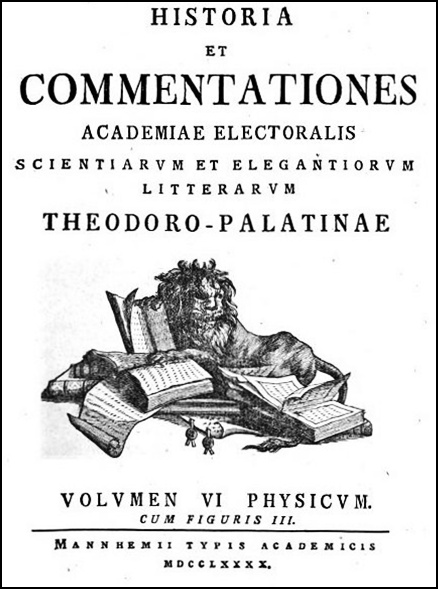
Titelblatt der Acta Academiae Theodoro-Palatinae, Volumen VI Physicum, 1790

Acta Academiae Theodoro-Palatinae (Historia et commentationes academiae electoralis scientiarum et elegantiorum literarum Theodoro-Palatinae) ist der Titel der ersten wissenschaftlichen Zeitschrift der Pfalz. 
Herausgeber war die von Kurfürst Karl Theodor begründete Kurpfälzische Akademie der Wissenschaften. Zwischen 1766 und 1794 erschienen unter Federführung von Andreas Lamey (1726–1802) in Mannheim elf Bände. Die Beiträge namhafter pfälzischer Wissenschaftler der Zeit in lateinischer, französischer und deutscher Sprache behandeln geschichtliche und naturkundliche Themen. Ab dem dritten Band erschienen die Unterserien Historica und Physica separat. Von den Historica erschienen weitere fünf, von den Physica weitere vier Bände. Zahlreiche Beiträge lieferten Johann Jakob Hemmer und Friedrich Casimir Medicus. Mit dem Ersten Koalitionskrieg kam die Arbeit der Pfälzischen Akademie der Wissenschaften und damit auch die Zeitschrift zum Erliegen.

## Bandübersicht
Die Druckbände sind nur an wenigen Standorten verfügbar. Bei den online verfügbaren Digitalisaten sind ausklappbare Karten und Kupferstiche der Druckbände nicht oder nur teilweise erfasst. So fehlen z. B. die Karten der historischen Gaue (Lobdengau Bd. 1, S. 217; Wormsgau Bd. 1, S. 243; Rheingau Bd. 2, S. 153; Speiergau Bd. 3.Hist., S. 228; Kraichgau Bd. 4.Hist., S. 104; Nahegau Bd. 5.Hist., S. 127; Elsenzgau Bd. 6.Hist., S. 91; Wingarteiba Bd. 7.Hist., S. 41).
| Band | Unterserie | Unterserie |
| Band | Hist.      | Phys.      |
| 1.   | 1766       | 1766       |
| 2.   | 1770       | 1770       |
| 3.   | 1773       | 1775       |
| 4.   | 1778       | 1780       |
| 5.   | 1783       | 1784       |
| 6.   | 1789       | 1790       |
| 7.   | 1794       | ––––       |